# Smaltjärnen (Silbodals socken, Värmland)
Smaltjärnen är en sjö i Årjängs kommun i Värmland och ingår i Göta älvs huvudavrinningsområde. Sjöns area är 0,032 kvadratkilometer och den befinner sig 288 meter över havet.